# Lachamp (Lozère)
Pour les articles homonymes, voir Lachamp.
Lachamp est une ancienne commune française, située dans le département de la Lozère en région Occitanie.

## Géographie

### Communes limitrophes
|                      | Ribennes (Lachamp-Ribennes) |                 |
| Recoules-de-Fumas    | Lachamp                     | Monts-de-Randon |
| Saint-Léger-de-Peyre | Montrodat                   | Gabrias         |

## Toponymie
Ses habitants sont appelés les Coperoches[réf. nécessaire], en patois « lous rasclo rons », signifiant « les racleurs de pierres ». Cela vient du fait de l'existence de nombreuses carrières de schiste autour du village encore exploitées de nos jours.

## Histoire
Le 1er janvier 2019, elle fusionne avec Ribennes pour constituer la commune nouvelle de Lachamp-Ribennes.

## Politique et administration
| Période      | Période  | Identité                     | Étiquette | Qualité |
| ------------ | -------- | ---------------------------- | --------- | ------- |
| janvier 2019 | 2020     | Philippe Fleury de la Ruelle |           |         |
| 2020         | En cours | Gilles Pascal                |           |         |

| Période        | Période       | Identité                     | Étiquette | Qualité |
| -------------- | ------------- | ---------------------------- | --------- | ------- |
| 1958           | 1970          | Roger Rousset                |           |         |
| avant 1981     | ?             | Joseph Forestier             |           |         |
| 2001           | 2002          | Roland Jacques               |           |         |
| septembre 2002 | 2008          | Louis Ressouche              |           |         |
| 2008           | décembre 2018 | Philippe Fleury de la Ruelle |           |         |

## Population et société

### Démographie
L'évolution du nombre d'habitants est connue à travers les recensements de la population effectués dans la commune depuis 1793. Pour les communes de moins de 10 000 habitants, une enquête de recensement portant sur toute la population est réalisée tous les cinq ans, les populations de référence des années intermédiaires étant quant à elles estimées par interpolation ou extrapolation. Pour la commune, le premier recensement exhaustif entrant dans le cadre du nouveau dispositif a été réalisé en 2006.

En 2016, la commune comptait 171 habitants, en évolution de −3,39 % par rapport à 2010 (Lozère : +0,11 %, France hors Mayotte : +2,11 %).
| 1793  | 1800 | 1806 | 1821 | 1831 | 1836 | 1841 | 1846 | 1851 |
| ----- | ---- | ---- | ---- | ---- | ---- | ---- | ---- | ---- |
| 1 015 | 926  | 754  | 625  | 616  | 521  | 601  | 674  | 653  |

| 1856 | 1861 | 1866 | 1872 | 1876 | 1881 | 1886 | 1891 | 1896 |
| ---- | ---- | ---- | ---- | ---- | ---- | ---- | ---- | ---- |
| 644  | 600  | 600  | 621  | 647  | 632  | 659  | 615  | 642  |

| 1901 | 1906 | 1911 | 1921 | 1926 | 1931 | 1936 | 1946 | 1954 |
| ---- | ---- | ---- | ---- | ---- | ---- | ---- | ---- | ---- |
| 617  | 593  | 604  | 507  | 516  | 492  | 447  | 362  | 313  |

| 1962 | 1968 | 1975 | 1982 | 1990 | 1999 | 2006 | 2011 | 2016 |
| ---- | ---- | ---- | ---- | ---- | ---- | ---- | ---- | ---- |
| 290  | 247  | 184  | 181  | 167  | 142  | 173  | 179  | 171  |

## Culture locale et patrimoine

### Personnalités liées à la commune
- Cyprien Rome (1898-1973), prêtre et chanoine honoraire de la basilique-cathédrale de Montpellier, né dans la commune.

### Héraldique
| Blason de Lachamp | Blason  | D'argent au chevron écimé surmonté d'une rose et soutenu d'une billette, le tout de sable. |
| Blason de Lachamp | Détails | Le statut officiel du blason reste à déterminer.                                           |